# Sveriges ambassad i Bangkok
Sveriges ambassad i Bangkok (thai: สถานเอกอัครราชทูตสวีเดนประจำประเทศไทย) är Sveriges diplomatiska beskickning i Thailand som är belägen i landets huvudstad Bangkok. Beskickningen består av en ambassad, ett antal svenskar utsända av Utrikesdepartementet (UD) och lokalanställda. Ambassadör sedan september 2023 är Anna Hammargren. Sveriges ambassadör i Thailand är också sidoackrediterad till Burma/Myanmar och Laos. Detta innebär att ambassadören, trots att denne är baserad i Bangkok, även är Sveriges ambassadör i dessa länder. Ambassaden är en av de största svenska ambassaderna i Asien.

## Ambassaden
Sverige har haft diplomatiska förbindelser med Thailand sedan 1883. Den 18 maj 1868 undertecknades i London ett vänskaps-, handels- och sjöfartsavtal mellan länderna.
Ambassaden är belägen på Sukhumvit Road i Bangkok och bemanningen utgörs av ambassadören och ytterligare sex utsända från UD, en migrationsattaché, fyra utsända från Sida varav en regional rådgivare för demokrati och mänskliga rättigheter och tre inom Swedish Environmental Secretariat (SENSA) som invigdes 2002, två nordiska polissambandsmän, en försvarsattaché stationerad vid ambassaden i Singapore men även sidoackrediterad till bland annat Thailand, det utsända prästparet från Svenska kyrkan i utlandet (SKUT) samt 26 lokalanställda. Exportrådet öppnade den 1 september 2008 en representation i Bangkok med en utsänd och en lokalanställd.
I Thailand har Sverige även honorärkonsulat i Phuket, Pattaya, Chiang Mai och Hua Hin. Konsulatet i Phuket var tidigare ett generalkonsulat som upprättades i januari 2005 på grund av flodvågskatastrofen men avvecklades formellt den 30 juni 2008 och har omvandlats till ett förstärkt honorärkonsulat som även fanns innan katastrofen.

## Beskickningschefer
| Namn                      | Period    | Funktion   | Anmärkning                                                                                            |
| ------------------------- | --------- | ---------- | --- |
| Johan Hultman             | 1931–1936 | Envoyé     | Sidoackrediterad från ambassaden i Tokyo.                                                             |
| Widar Bagge               | 1937–1945 | Envoyé     | Sidoackrediterad från ambassaden i Tokyo.                                                             |
| Torsten Hammarström       | 1947–1951 | Envoyé     | Sidoackrediterad från ambassaden i Peking.                                                            |
| Tor Hugo Wilhelm Wistrand | 1953–1956 | Envoyé     | Sidoackrediterad från ambassaden i Peking.                                                            |
| Klas Böök                 | 1956–1959 | Envoyé     | Sidoackrediterad från ambassaden i Peking.                                                            |
| Tord Hagen                | 1959–1964 | Ambassadör | Sidoackrediterad till Phnom Penh (från 1961), Rangoon och Saigon (från 1960).                         |
| Åke Sjölin                | 1964–1967 | Ambassadör | Sidoackrediterad till Kuala Lumpur, Rangoon, Saigon och Vientiane (från 1965), Singapore (från 1966). |
| Axel Lewenhaupt           | 1967–1970 | Ambassadör | Sidoackrediterad till Kuala Lumpur och Rangoon och Singapore.                                         |
| Eric Virgin               | 1970–1976 | Ambassadör | Sidoackrediterad till Kuala Lumpur, Rangoon, Singapore och Vientiane.                                 |
| Jean-Christophe Öberg     | 1976–1981 | Ambassadör | Sidoackrediterad till Singapore och Vientiane.                                                        |
| Axel Edelstam             | 1981–1983 | Ambassadör | Sidoackrediterad till Singapore och Vientiane.                                                        |
| Nils-Olov Hasslev         | 1983–1986 | Ambassadör | Sidoackrediterad till Vientiane.                                                                      |
| Olov Ternström            | 1986–1992 | Ambassadör | Sidoackrediterad till Rangoon och Vientiane.                                                          |
| Eva Heckscher             | 1992–1997 | Ambassadör | Sidoackrediterad till Phnom Penh, Rangoon och Vientiane.                                              |
| Inga Eriksson Fogh        | 1997–1998 | Ambassadör | Sidoackrediterad till Phnom Penh, Rangoon och Vientiane.                                              |
| Jan Axel Nordlander       | 1999–2004 | Ambassadör | |
| Jonas Hafström            | 2004–2007 | Ambassadör | Sidoackrediterad till Phnom Penh, Rangoon och Vientiane.                                              |
| Lennart Linnér            | 2007–2011 | Ambassadör | Sidoackrediterad till Manila (från 2008), Rangoon och Vientiane.                                      |
| Klas Molin                | 2011–2015 | Ambassadör | Sidoackrediterad till Manila, Rangoon och Vientiane.                                                  |
| Staffan Herrström         | 2015–2020 | Ambassadör | Sidoackrediterad till Manila (till 2016), Rangoon och Vientiane.                                      |
| Jon Åström Gröndahl       | 2020–2023 | Ambassadör | |
| Anna Hammargren           | 2023–idag | Ambassadör | |

## Fotnoter
1. ↑  Sveriges ambassad i Manila öppnade åter 2016 och fick då en på plats stationerad ambassadör.